# Kuruc

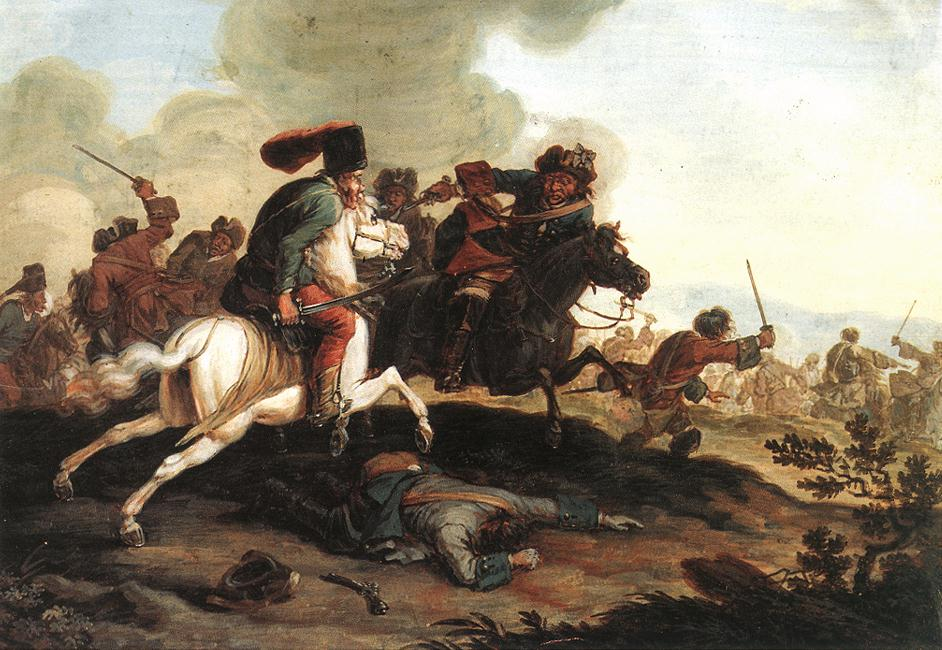
Battaglia fra Kuruc e Labanc

Kuruc (anche kurutz; in ungherese kurucok [kuruc]), era un termine utilizzato per indicare le armate dei ribelli anti-asburgici nel Regno d'Ungheria tra il 1671 e il 1711. 
L'esercito kuruc era in gran parte costituito da servi della gleba, tra cui contadini protestanti ungheresi, molti slavi e dai nobili più importanti, solitamente ungheresi.

## Nome
Secondo Matej Bel, uno studioso del XVIII secolo, il termine venne usato per la prima volta nel 1514 per l'esercito contadino guidato da György Dózsa. Bel suppose che la parola kuruc derivasse dal termine latino "Cruciatus" (crociato), e quindi da "crux" (croce), e i seguaci di Dózsa erano chiamati "crociati ", perché la ribellione dei contadini era iniziata come una crociata ufficiale contro gli Ottomani.
Oggi gli etimologisti non accettano la teoria di Bel e considerano di origine sconosciuta il termine emerso negli anni 1660 nelle forme: "kurus", "kuroc" o "kurudsch". Il suo significato originale fu inteso come ribelle, partigiano, dissidente.
Nel 1671 il nome venne usato da Meni, pascià di Eger in quella che è oggi l'Ungheria, per indicare la prevalenza dei nobili rifugiati dal Regno d'Ungheria. Successivamente il nome divenne rapidamente popolare e fu utilizzato (1671-1711) in testi scritti in ungherese, slovacco e turco per indicare i ribelli del Regno d'Ungheria e del nord della Transilvania, che combattevano contro gli Asburgo e le loro politiche.
I ribelli della prima rivolta dei kuruc si chiamavano bújdosók (cioè latitanti) o in forma ufficiale: "diversi fuggitivi, nobili, cavalieri e fanti, che combattono per la libertà materiale e spirituale della patria ungherese".
Il capo dell'ultima ribellione kuruc, Francesco II Rákóczi, non usò questo termine. Fonti contemporanee spesso usano il termine "scontenti" per indicare i ribelli.
Il termine opposto (diffuso dopo il 1678) è stato "labanc" (dalla parola ungherese "lobonc", letteralmente "capelli lunghi", riferendosi alla parrucca indossata dai soldati austriaci), che denotava gli austriaci e i loro sostenitori lealisti.

## Storia

### Prima rivolta dei kuruc
La prima rivolta dei kuruc si verificò nel 1672. L'esercito dei kuruc si riunì nel Partium dove molti rifugiati di diverse origini presero riparo dalla persecuzione politica e religiosa che si verificò nel Regno d'Ungheria. Essi denominarono bújdosók (latitanti). Le loro armi erano per lo più pistole, sciabole e Fokos (asce da battaglia). Le loro tattiche e lo stile della guerra erano tipici della cavalleria leggera. I principali sottogruppi erano protestanti, che erano scontenti delle ambizioni asburgiche della Controriforma, nobili (dalla piccola nobiltà, aggrappati ai loro privilegi, mentre gli Asburgo tentavano di privare delle loro nobiltà i nobili impoveriti) e soldati della végvár (castelli frontalieri) licenziati dai generali degli Asburgo. Più tardi, quando i turchi persero terreno a favore degli eserciti imperiali e il dispotismo austriaco si intensificò, l'oppressione degli Asburgo sugli ungheresi ebbe un ruolo sempre più importante nella motivazione dei kuruc.
Inizialmente, nell'agosto 1672, l'esercito dei kuruc invase l'Alta Ungheria conquistando i castelli di Diósgyőr, Ónod, Szendrő e Tokaj. Dopo aver sconfitto l'esercito asburgico di Paris von Spankau vicino a Košice le città dell'Alta Ungheria, l'odierna Slovacchia, si arresero e molti scontenti si unirono provenienti dalla popolazione slovacca e rutena delle contee settentrionali.
I due capi dell'esercito dei "fuggitivi" erano Pál Szepesi e Mátyás Szuhay, membri della nobiltà minore che in precedenza avevano preso parte ad altri movimenti anti-asburgici.
Secondo i ricordi di Pál Szepesi i "fuggitivi" iniziarono i saccheggi nei paesi del nord: "Nel perseguitare i papisti saccheggiammo intere contee. Abbiamo iniziato a uccidere i predatori, ma inutilmente, essi non rispettavano alcuno."
La Hofkriegsrath di Vienna adottò subito alcune misure: rafforzò le truppe asburgiche, chiamò più soldati dalla Bassa Ungheria e fece pace con gli aiduchi. Il 26 ottobre 1672 l'esercito asburgico sconfisse i "fuggitivi" a Gyurke (dopo in ungherese Györke, e in slovacco Ďurkov). I ribelli si ritirarono attraverso la linea del Tibisco.
Dopo questo successo iniziale, il governo asburgico iniziò la sistematica persecuzione religiosa e politica nel Regno d'Ungheria. L'episodio più infamante fu quello di 300 pastori protestanti che vennero condannati a morte nel 1674, e che in seguito furono venduti come galeotti a Napoli, provocando proteste pubbliche in tutta Europa.

## Universitasdeifuggitivi
Nel 1675 i "fuggitivi" occuparono Debrecen. Più tardi, in quello stesso anno, la città fu saccheggiata nuovamente da tre diversi eserciti, come non era raro in quel tempo nella travagliata Alta Ungheria.
I fuggitivi cercarono di organizzarsi come comunità indipendente chiamata "universitas" o "communitas". Pubblicarono i decreti, inviarono messaggeri alle potenze straniere, fecero un sigillo e tennero diete (assemblee). Già in quella occasione vennero chiamati kuruc, anche se non si diedero mai questo appellativo. Tra il 1674 e il 1678 il loro capo era il conte Paul Wesselényi, il cugino del defunto Palatino Ferenc Wesselényi.
I "fuggitivi" stabilirono rapporti diplomatici con la Polonia nel 1674 e con la Francia nel 1675. Nel maggio del 1677 la Francia, la Polonia, il Principato di Transilvania e le universitas dei "fuggitivi" firmarono un trattato a Varsavia. Secondo tale accordo il re Luigi XIV garantì aiuto e assistenza e 100 000 talleri. I "fuggitivi" vennero obbligati ad attaccare gli Asburgo con un esercito di almeno 15 000 uomini. Michele I Apafi, principe di Transilvania, diede sostegno militare e finanziario alle universitas.
Nell'autunno del 1677, 2 000 soldati francesi, polacchi e tartari giunsero in Alta Ungheria. Questo piccolo esercito, guidato dal colonnello Beaumont, non fu in grado di minacciare seriamente la supremazia degli Asburgo. Il Regno d'Ungheria divenne teatro della guerra europea tra l'imperatore Leopoldo I e il re Luigi XIV. Il presidente della viennese Hofkriegsrath, Raimondo Montecuccoli stese un piano di "pacificazione" dal titolo L'Ungheria nell'anno 1677. Secondo tale piano il Regno d'Ungheria sarebbe stato occupato da tre eserciti austriaci, i resti della costituzione ungherese sarebbero stati aboliti e avrebbe dovuto attuardi un programma di colonizzazione tedesca su grande scala. Il cancelliere Paul Hocher, uno degli uomini più influenti nel governo asburgico, era d'accordo con il piano di Montecuccoli e nel Consiglio Segreto dichiarò che "tutti gli ungheresi sono traditori".

### Sotto Mihály Teleki
Nel 1678 i fuggitivi accettarono Mihály Teleki, cancelliere della Transilvania, come loro capo. Il principe Apafi proclamò la guerra contro gli Asburgo. Prima dovette però chiedere il permesso al sultano Ottomano, dato che era suo feudatario. Il sultano pose una condizione inaccettabile: in caso di successo, tutto il Regno d'Ungheria sarebbe dovuto diventare parte dell'Impero Ottomano.
Il 5 aprile 1678 il principe Apafi rilasciò una dichiarazione ambigua al popolo d'Ungheria: annunciò che, assieme al re polacco e al re di Francia aveva preso le armi contro "il pesante giogo dell'oppressione" e raccomandò "la sottomissione al potente imperatore turco, dalla mente ragionevole e dall'occhio acuto".
L'esercito dei kuruc di Teleki, assieme ai polacchi e ai francesi, avanzò in Alta Ungheria, ma si ritirò immediatamente in Transilvania alla vista dei primi reggimenti asburgici. Il fallimento distrusse l'immagine di Teleki come capo competente. D'altra parte una piccola truppa di cavalleria kuruc (con solo 8 000 uomini) occupò per breve tempo le città minerarie e i castelli più importanti della Bassa Ungheria.

### La grande rivolta kuruc
Nel 1678, uno dei più influenti giovani nobili dell'Alta Ungheria e della Transilvania, Imre Thököly, dichiarò guerra agli Asburgo. Nell'agosto del 1678, l'esercito di Thököly occupava quasi tutta la Bassa e Alta Ungheria. Il dominio asburgico nel Regno d'Ungheria crollò rapidamente. I fuggitivi aderirono alla rivolta di Thököly, lo elessero ufficialmente loro capo a Szoboszló nel gennaio 1680 e le truppe kuruc vennero integrate nell'esercito di Thököly.
Da quel momento in poi la storia delle kuruc divenne sinonimo della storia delle due grandi rivolte anti-asburgo nel Regno d'Ungheria tra il 1680 e il 1711, vale a dire la rivolta di Thököly e la rivolta di Rákóczi. Anche se questi movimenti sono generalmente chiamati guerre dei Kuruc, queste rivolte anti-asburgiche avevano una base sociale molto più ampia e obiettivi politici più complessi come i movimenti Kuruc originali.

### Ultime operazioni
Nella prima metà del XVIII secolo, il termine venne generalmente utilizzato per indicare i soldati della cavalleria ungherese (Ussari) che combattevano nell'esercito asburgico, soprattutto nel periodo della Guerra di successione austriaca (1740 - 1748). Molti ex soldati kuruc della rivolta di Rákóczi si unirono all'esercito asburgico dopo il 1711.
Anche i Prussiani vennero chiamati kuruc nella letteratura ungherese, per esempio da József Gvadányi nel 1790. La ragione di questa strana usanza fu che tutti i nemici del Labanc Asburgo erano considerati sinonimo di kuruc.
Alla fine del XVIII secolo la parola uscì dal linguaggio comune e divenne un termine esclusivamente storico per indicare i ribelli di Rákóczi e Thököly.
Nell'attuale lingua ungherese, kuruc è talvolta usato per indicare i radicali nazionalisti ungheresi.